# Bernardo de Souza
Bernardo Olavo Gomes de Souza (Pedro Osório, 19 de dezembro de 1942 — Porto Alegre, 16 de junho de 2010) foi um político brasileiro. Foi prefeito de Pelotas por dois mandatos, 1983-1987 e durante parte do ano de 2005.

## Vida política
Iniciou sua vida pública no movimento estudantil, atuando na Ação Popular. Formado em direito e em filosofia pela Universidade Católica de Pelotas, exerceu a advocacia e atuou como professor de história na mesma instituição. Fundou o Movimento Democrático Brasileiro (MDB), em Pelotas, pelo qual se elegeu vereador. No Executivo, comandou a Procuradoria-Geral do Município.
Em 1982, foi eleito prefeito de Pelotas pela primeira vez. Saneou as finanças públicas, mas a principal marca de sua administração foi a participação popular. Em seu governo, ocorreu a primeira experiência brasileira de orçamento participativo.
Foi secretário estadual da Justiça e da Educação no governo Pedro Simon (1987-1990). Exerceu três mandatos consecutivos como deputado estadual, de 1995 a 2004. Em seu primeiro mandato, recebeu o prêmio Líderes e Vencedores - na categoria Mérito Político, e a Comenda Osvaldo Vergara, da Ordem dos Advogados do Brasil. No parlamento gaúcho, foi autor da emenda constitucional que proibiu o nepotismo.
Em 1 de janeiro de 2005, assumiu a prefeitura de Pelotas, pela segunda vez.
Em 2004, havia concorrido ao cargo de prefeito de Pelotas e vencido no segundo turno o candidato do Partido dos Trabalhadores e atual prefeito, Fernando Marroni, que concorria à reeleição.
Foi filiado ao PMDB, iniciou sua trajetória parlamentar no PSB e, em 2000, filiou-se ao PPS.

## Morte
No mesmo ano em que reassumiu o mandato de prefeito de Pelotas, o político passou a lutar contra a atrofia multissistêmica, uma rara doença neurodegenerativa da família Parkinson-plus, que o levou a renunciar ao cargo em 2006 e o afastou da vida pública.
Debilitado pela síndrome mencionada, Souza foi internado no Hospital Moinhos de Vento, em Porto Alegre, em junho de 2010, com um quadro grave de infecção generalizada. Chegou a apresentar uma melhora, mas o quadro se reverteu e Bernardo de Souza morreu em 16 de junho de 2010.